# RBC特集 報道部発
『RBC特集 報道部発』（アールビーシーとくしゅう ほうどうぶはつ）は、1987年4月から1993年3月まで琉球放送（RBCテレビ）で放送されていた報道番組。
番組は沖縄県内の主なローカルニュースを詳しく取り上げていた。メインキャスターは新屋敷二幸（当時RBCアナウンサー）。平日午後の帯番組『RBCジャーナル』に替わってスタートしたローカルニュース番組であるが、こちらは週に1回のペースで放送されていた。当初の放送時間は土曜 17:00 - 17:55だったが、1990年頃に17:30までに短縮された。1993年4月から後継番組の『RBCメディア最前線』を放送するため、番組は同年3月末に終了した。
かつては『RBC特集』というタイトルの単発ドキュメンタリー番組も放送されていた。
| 琉球放送 ローカル報道番組 | 琉球放送 ローカル報道番組 | 琉球放送 ローカル報道番組 |
| 前番組                    | 番組名                    | 次番組                    |
| ------------------------- | ------------------------- | ------------------------- |
| RBCジャーナル             | RBC特集 報道部発          | RBCメディア最前線         |